# Йосипово
Йосипово (хорв. Josipovo) — населений пункт у Хорватії, у Вировитицько-Подравській жупанії у складі громади Соп'є.

## Населення
Населення за даними перепису 2011 року становило 281 осіб.
Динаміка чисельності населення поселення:

## Клімат
Середня річна температура становить 11,31 °C, середня максимальна – 25,78 °C, а середня мінімальна – -5,66 °C. Середня річна кількість опадів – 741 мм.
| Клімат поселення                              | Клімат поселення | Клімат поселення | Клімат поселення | Клімат поселення | Клімат поселення | Клімат поселення | Клімат поселення | Клімат поселення | Клімат поселення | Клімат поселення | Клімат поселення | Клімат поселення | Клімат поселення |
| Показник                                      | Січ.             | Лют.             | Бер.             | Квіт.            | Трав.            | Черв.            | Лип.             | Серп.            | Вер.             | Жовт.            | Лист.            | Груд.            |                  |
| Середній максимум, °C                         | 5,87             | 8,06             | 12,72            | 17,14            | 22,24            | 25,78            | 25,18            | 24,80            | 20,39            | 15,20            | 9,50             | 5,15             |                  |
| Середня температура, °C                       | 0,11             | 2,30             | 6,94             | 11,38            | 16,50            | 20,02            | 21,57            | 21,19            | 16,80            | 11,60            | 5,90             | 1,55             |                  |
| Середній мінімум, °C                          | −5,66            | −3,47            | 1,18             | 5,62             | 10,70            | 14,22            | 17,96            | 17,59            | 13,17            | 7,98             | 2,30             | −2,08            |                  |
| Норма опадів, мм                              | 44               | 39               | 45               | 59               | 72               | 91               | 69               | 72               | 60               | 63               | 72               | 55               |                  |
| Середньомісячна швидкість вітру, м/с          | 2.20             | 2.48             | 2.80             | 2.69             | 2.40             | 2.20             | 2.10             | 1.90             | 1.98             | 2.00             | 2.18             | 2.24             |                  |
| Середньомісячна сонячна радіація, кДж/м²·день | 4108             | 6875             | 10752            | 15237            | 19270            | 21297            | 22167            | 19831            | 14682            | 8984             | 4642             | 3433             |                  |
| --------------------------------------------- | ---------------- | ---------------- | ---------------- | ---------------- | ---------------- | ---------------- | ---------------- | ---------------- | ---------------- | ---------------- | ---------------- | ---------------- | ---------------- |
| Джерело:                                      |                  |                  |                  |                  |                  |                  |                  |                  |                  |                  |                  |                  |                  |